# Paolo di Bonaiuto
Paolo di Bonaiuto (Venezia, ... – Venezia, 1402) è stato uno scultore italiano.

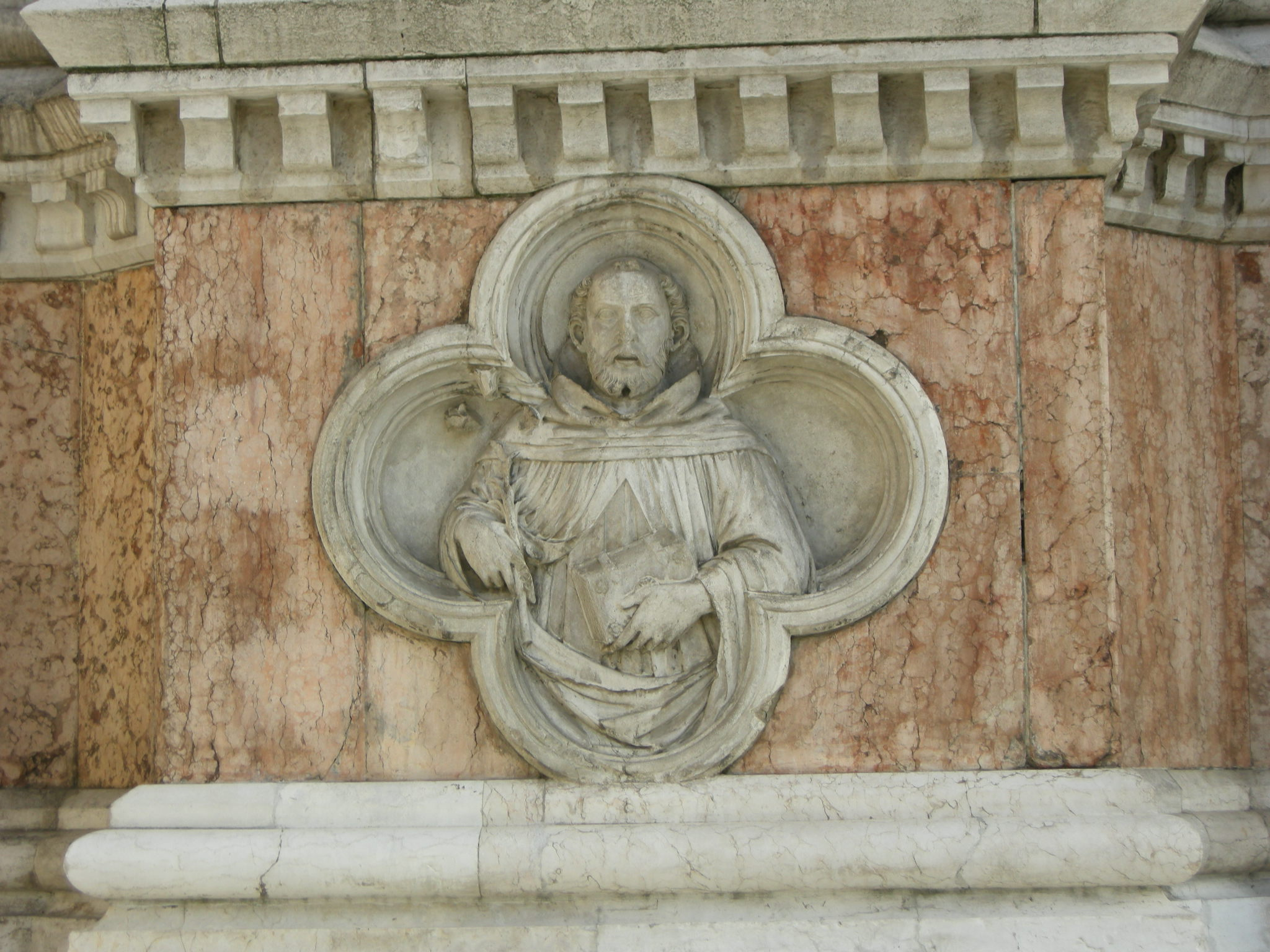
San Domenico, facciata della basilica di San Petronio

Fu autore di tre rilievi per il basamento della facciata della Basilica di San Petronio a Bologna, raffiguranti San Floriano, San Domenico e San Francesco. Si tratta delle uniche opere a lui attribuite con certezza.